# Војни бункер на Калемегдану
Војни бункер на Калемегдану био је један од одбрамбених објеката бивше Југословенске народне армије, који је грађен почетком 50-их година 20. века, као строго чувана тајна у време Резолуције инфорбироа, када је изграђено више стотина топовских, митраљеских и других бункера, на Горњем граду Београдске тврђаве (код споменика „Победник”), након претње ратом од старне земља Источног блока на челу са Стаљином.
Ова строго чувана војна тајна све до 2008. године била непозната српској јавности. Након открића војни бункер на Горњем граду је постао шести објекат који је отворен на Београдској тврђави, што проширује садржаје који се посетиоцима нуде на Калемгдану и свеукупно обогаћује туристичку понуду Београда.

## Историја

### Предуслови
До првих размимоилажења на релацији Београд-Москва нарочито по питању Балканске федерације дошло је током 1948. године. Стаљин је јавно искритиковао Георгија Димитрова и оценио да је та одлука преурањена. Прва мера је била та што су Совјети из Југославије повукли своје војне стручњаке под изговором да се према њима није поступало гостољубиво. У Југославији су се после овога поскидали портрети са ликом Стаљина, а Титови су нестајали у источним земљама. Први сукоби су кренули дописима. Стаљин је написао писмо којим је омаловажавао КПЈ 27. марта 1948. године. ЦК КПЈ је одговорио својим писмом од 13. априла 1948. Стаљин преноси глас да ће се уговорити ново заседање Информбироа које ће расправљати о ситуацији у југословенском ЦК. Одлучено је да се заседање одржи у Букурешту. Стигло је писмо директно на адресу ЦК КПЈ где се њено руководство позива да пошаље своје делегате на ово заседање, а по могућству да и сам Тито дође. Одговор је стигао да се на заседање не иде.
Друго саветовање Информбироа у Букурешту је одржано од 20. до 28. јуна 1948. у једном краљевском дворцу. На букурештанском заседању Информбироа нису се појавили Владимир Гомулка и Георги Димитров. Румун Георги Деж је поставио неколико неугодних питања на заседању. На крају заседања за говорницом су се појавили Андреј Жданов и Георги Маљенков који су рекли делегатима да они имају поуздане информације да је Тито експонент империјалистичких сила и да му је задатак да разбије јединство КПЈ. На крају је као коначна оцена заседања донесена резолуција „О стању у КПЈ“, познатија као Резолуција Информбироа.
Тако је 1948. године између Југославије и Совјетског Савеза избио спор који је сваког тренутка претио да прерасте у отворени сукоб и нови рат. Југословенска држава тек изашла из рата тако се нашла у веома незавидном положају јер више није била у Источном блоку, али зато што је била комунистичка земља није била ни у Западном. Практично, Титова Југославија у том историјском периоду није имала никога уз себе.
Управо овај кризни период био је повод за изградњу једног од најмистериознијих објеката у Београду – војног бункера на Калемегдану, који је изграђен за потребе одбране Београда у случају напада Совјетског Савеза на Југославију.

### Изградња бункера
Сматра се да је највероватније Јосип Броз Тито наредио тајну изградњу војних бункера у периоду од 1948. до 1953. године како би у њима били смештени тајни борбени систем, којим би се Југославија бранила у случају напада Источног блока. Избор је пао на Калемегдан, не случајно. Наиме када је почела градња бункера, 1948. Калемегдан је био војни објекат, затворен за цивиле тако да нико у Београду, изузев високих војних званичника, није знао да је он саграђен на једном од највидљивијих делова Београдске тврђаве. Читаво место, и данас изгледа као обично брдо и свих година његовог постојања нико га није примећивао. Тако је ова строго чувана војна тајна све до 2008. године била непозната српској јавности.
О бункеру нема никаквих сачуваних података у званичним документима, па се о свему што се догађало на овом скривеном месту данас може само нагађати. На једном од степеника на улазу уклесан је датум — 19. октобар 1953. године, за који се сматра да је дан завршетка изградње.
Откако је дошло до пада могућности агресије средином педесетих година 20. века, објекат никад није стављен у функцију за коју је пројектован. Када је бункер завршен умро је Стаљин и тада је већ почело да се претпоставља да до агресије средином педесетих година 20. века ипак неће доћи. Бункер је тада једноставно затворен, маскиран, а улаз у њега је убрзо зарастао у коров и шибље.

Иако бункер никада није био у ратној функцији, он је са војне тачке гледања занимљив:
Грађен је да може да издржи нуклеарни напад јер су Совјети 1948. године већ имали атомску бомбу. Очекивало се да ће, у случају рата, напад доћи из Мађарске, па су два артиљеријска гнијезда колико их има у бункеру, окренута ка северу, јер је било предвиђено да у сваком моменту на овом месту буду смештене две војне јединице које би браниле Београд.
Чак и данас, након више од шест деценија од бурних догађаја, вентилација у бункеру још увек савршено ради, температура је стална, а ту су и оригинални канистри за воду појединачне запремине 200 литара, изливени од азбеста, који су браниоцима Београда могли да обезбеде довољно воде за пиће и хигијену за неколико недеља

### Посада бункера
Током пет година функционисања бункера, у тајним просторијама боравила је посада од 28 војника, без икаквог контакта са спољним светом.
Они су спавали у скученим собама, залихе хране су им повремено достављана са стране, а имали су и мале базене за водоснабдевање. У уским просторијама без дневне светлости боравило је по 14 војника са једне стране стране бункера у две независне целине, а притом нису знали једни за друге.